# Niedermann Gyula
Niedermann Gyula (Esztergom, 1839. december 22. – Budapest, 1910. január 24.) pszichiáter, királyi tanácsos.

## Élete
Niedermann Ferenc és Elczenbaum Amália fiaként született. A gimnáziumot szülővárosában, az egyetemet Pesten végezte, ahol 1862-ben nyert orvosdoktori oklevelet. 1884 és 1899 között a Lipótmezei Országos Tébolyda igazgatója volt. 1899-ben hirtelen nyugdíjazták. Később, 1903-ban mégis kinevezték a rákospalotai új szanatórium élére - az intézmény később Pestújhely település része lett, említették Niedermann-szanatóriumként is, jelenleg: Észak-Pesti Kórház. Niedermann ott nem érezte jól magát, és megkeseredve hunyt el 1910-ben.

## Családja
Felesége Szathmáry Ilona (1844–1885), Szathmáry Mihály semmítőszéki irattárnok és Müller Matild lánya volt. 1865. május 27-én Budán, a Krisztinavárosi Havas Boldogasszony-plébániatemplomban kötöttek házasságot. Három lányuk született:
- Jolánta Blanka Eszter (1867–1958), férje Gluzek Gyula, a mezőhegyesi m. kir. állami ménesbirtok igazgatója.[5][6]
- Blanka Ilona Kornélia (1872–1962), Lejtényi György m. kir. állami jószágfelügyelő felesége.[7]
- Inez Lujza Sarolta (1875–1965), Rózsa Imre m. kir. államrendőrségi főorvos felesége.[8][9]

## Művei

### Folyóiratcikkek
Cikkei a Gyógyászatban (1864. A mervengő komorkór, melancholia, kataleptica, A véreresztésekről elmebetegeknél, 1865. Gégetükrészet az elmebetegségekkel járó agybajoknál, A terjedő hűdéssel járó butaság, 1866. Az érzéktévengések, 1867. Az elmebetegek agyütereinek kásás-elfajulásáról, 1868. Elmebetegek étiszonya s művi etetése); az Orvosok és Természetvizsgálók Munkálataiban (XII. 1868. A tébolyda).

### Önálló művei
- 1. Orvosi Statisztika. A közgazdasági miniszter által szervezett statisztikai tanfolyamban előadták… és Tormay Károly. Pest, 1869.
- 2. Az elmebetegek agylágyulása. Simon Tódor után ford. Budapest, 1875.
- 3. Védekezés a tüdővész ellen. Budapest, 1897. (Chyzer Kornéllal együtt).

## Emlékezete
- Esztergomban utca és pszichiátriai intézmény viseli nevét.